# Iliopsoas
Termen iliopsoas (ilio-so-as) refererer til en kombination af psoas major og iliacus ved deres inferiore ender. Disse muskler er tydelige i abdomen, men often utydelige i låret. Som sådan bliver de ofte givet den almindelige navn "iliopsoas" og refereres til som de "dorsale hoftemuskler" eller "indre hoftemuskler". Psoas minor tilfører ikke noget til iliopsoas musklen.